# Mięsień najszerszy grzbietu człowieka
Mięsień najszerszy grzbietu (łac. musculus latissimus dorsi) – w anatomii człowieka płaski, szeroki, mniej więcej trójkątny mięsień grzbietu z grupy kolcowo-ramiennych. Jest mięśniem o największej powierzchni ze wszystkich mięśni człowieka.
Początkowymi punktami przyczepu tego mięśnia są wyrostki kolczyste sześciu dolnych kręgów kręgów piersiowych, wyrostki kolczyste kręgów lędźwiowych, grzebień krzyżowy pośrodkowy, warga zewnętrzna grzebienia biodrowego (w jego tylnej trzeciej części). Trzy lub cztery wiązki włókien mięśniowych zaczynają się na powierzchniach zewnętrznych dolnych żeber (od 9 do 12), w swoim przebiegu przeplatając się z wiązkami mięśnia skośnego zewnętrznego brzucha. Część mięśnia przyczepia się często również na dolnym kącie łopatki, przy przyczepie mięśnia obłego większego. Włókna mięśniowe zbiegają się w stronę dołu pachowego, owijają się wokół mięśnia obłego większego, na jego przedniej powierzchni przechodząc w płaskie ścięgno, kończące się na grzebieniu guzka mniejszego kości ramiennej.
Unaczyniony jest przez tętnicę piersiowo-grzbietową (od tętnicy podłopatkowej odchodzącej od tętnicy pachowej), gałązki tętnic międzyżebrowych tylnych i gałązki tętnic okalających ramię (od tętnicy pachowej), a unerwiony przez nerw piersiowo-grzbietowy ze splotu ramiennego (C6–8)
Przy ustalonym kręgosłupie opuszcza, przywodzi w stronę tylną i obraca ramię do wewnątrz (ruch nawracania), a więc zbliża je do pośladka. Wspólnie z mięśniem piersiowym większym opuszcza wysoko podniesione ramię. Przy ustalonym stawie ramiennym jest pomocniczym mięśniem wdechowym (jego wiązki żebrowe dźwigają dolne żebra) oraz pomocniczym mięśniem wydechowym (jego boczny brzeg napina się podczas kaszlu – stąd jego nazwa kliniczna „mięsień kaszlu”).